# Marlin Perkins
Marlin Perkins (* 28. März 1905 in Carthage, Missouri; † 14. Juni 1986 in Clayton, Missouri) war ein US-amerikanischer Zoologe und Zoodirektor.

## Leben
Marlin Perkins’ Karriere begann im Zoo von St. Louis, wo er zunächst als einfacher Arbeiter, ab 1928 als Kurator tätig war. Später wechselte er als Direktor an die Zoos in Buffalo (1938–1944) und Chicago (1944–1962). Von 1962 bis 1970 war er Direktor des Zoos von St. Louis.
1960 nahm er als Zoologe an Edmund Hillarys Expedition in den Himalaya teil, um Hinweisen auf den Yeti nachzugehen. Er identifizierte die angeblichen Fußabdrücke des Yeti als durch Schneeschmelze vergrößerte Fußabdrücke kleinerer Tiere (z. B. Füchse).
Von 1952 bis 1957 war er Moderator der Fernsehserie Zoo Parade. Internationale Bekanntheit erlangte er durch seine Fernsehserie Im Reich der wilden Tiere (Wild Kingdom), die er zwischen 1963 und 1985 moderierte und produzierte. Die Serie war auch als Mutual of Omaha's Wild Kingdom (nach dem Sponsor der Serie, dem Versicherungskonzern Mutual of Omaha) bekannt.
Perkins starb am 14. Juni 1986 im Alter von 81 Jahren am malignen Lymphom.